# کنگره جوانان تبتی

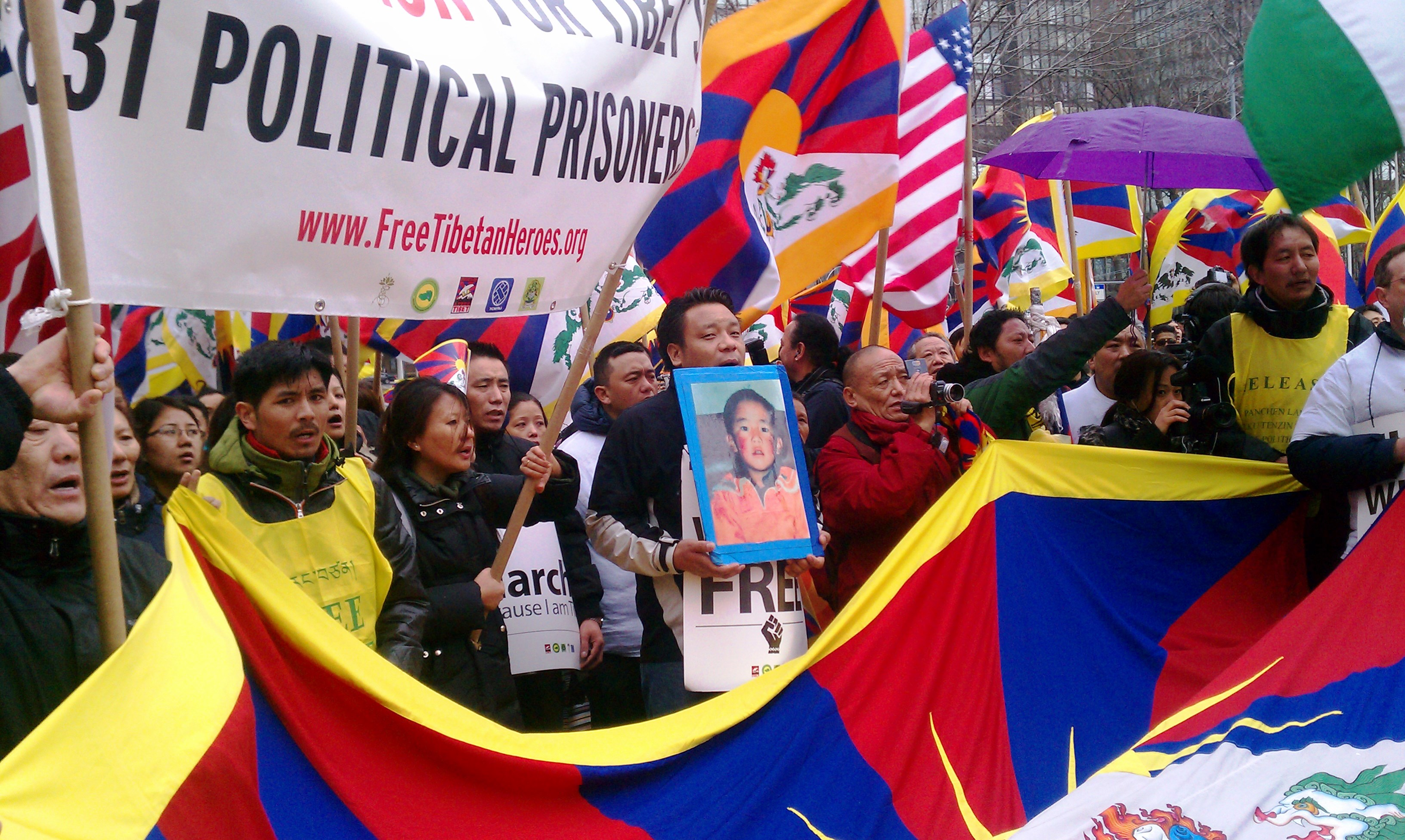
عکس کنگره

کنگره جوانان تبتی (انگلیسی: Tibetan Youth Congress) یک سازمان مردم‌نهاد است که برای استقلال تبت از چین تلاش می کند.